# Gåshults naturreservat
Gåshults naturreservat är ett kommunalt naturreservat i Borås kommun i Västra Götalands län.
Området är naturskyddat sedan 2022 och är 32 hektar stort. Reservatet ligger runt Gåsasjön och består av barrskogsklädda höjder och ett våtområde i norr. 